# Dolce Gusto

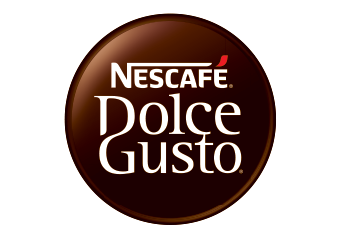
Logotipo da Dolce Gusto

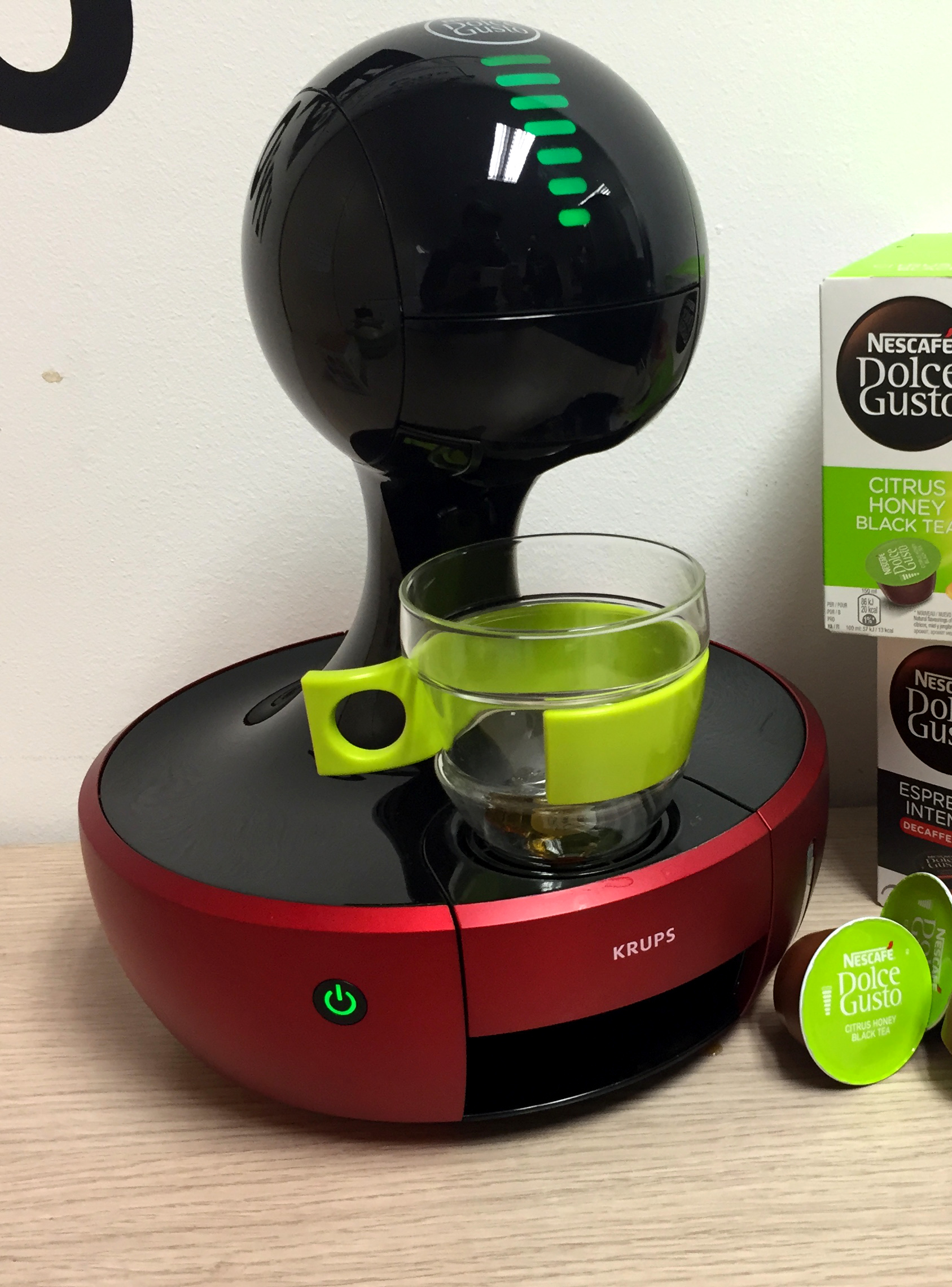
Vista da cafeteira Dolce Gusto, modelo Drop, juntamente com as caixas e as cápsulas de café.

Nescafé Dolce Gusto é um sistema de máquinas de café espresso em cápsulas da Nestlé. As máquinas são distribuídas no Brasil pela Arno e em Portugal pela Krups. Suas principais concorrentes, no Brasil, são a TRES, uma máquina também à cápsulas distribuída pela 3corações, e a Nespresso, também distribuída pela Nestlé. Seu principal diferencial entre as concorrentes é sua variedade de bebidas e ser a única que apresenta a possibilidade de também fazer bebidas geladas.

## Modelos
No Brasil são fabricados diversos modelos, sendo alguns manuais e outros automáticos. Todas as máquinas têm a pressão de 15 bar.
- Piccolo: Modelo pequeno e manual, sendo o mais barato e o mais acessível, nas cores vermelho, preto e branco. Possui modelos com 110 e 220 volts. O limite de água do reservatório é de 600 ml. Possui uma alavanca mecânica para determinar se a bebida é quente ou fria.[1]

- Gênio: Modelo parecido com o Piccolo, mas é automático e mais caro,  apenas na cor preta. Possui modelos com 110 e 220 volts. O limite de água do reservatório é de 1 litro. Possui uma alavanca para determinar se a bebida é quente ou fria, mas ela desliga sozinha, ao contrário da Piccolo.[2]

- Oblo: Esse modelo é um pouco mais moderno que os anteriores, possui um formato quadrado e está disponível nas cores vermelho e branco. Possui modelos com 110 e 220 volts. O limite de água do reservatório é de 600 ml. Possui uma alavanca mecânica para determinar se a bebida é quente ou fria. Não é automática.[3]

- Mini Me: É um modelo parecido com o Piccolo e o Genio, em sua forma, é automático e um pouco diferente em relação às outras duas. Está disponível nas cores branco, vermelho, roxo e preta. Possui modelos com 110 e 220 volts. O limite de água do reservatório é de 800 ml. Possui uma alavanca para determinar se a bebida é quente ou fria, mas, como a Genio, ela desliga sozinha. [4]

- Melody: É o primeiro modelo da Dolce Gusto, com o tempo, ganhou modelos mais inovadores e os antigos foram descartados. Possuía versões manuais e automática, mas atualmente, sua única versão, a Melody Titânio, é automática. Ela só está disponível na cor cinza e com 110 volts. O limite do reservatório de água é de 1,3 litros. Não possui alavanca e sim botões sensíveis a toque.[5]

- Circolo: É o menos acessível, porém o mais inovador. Como o próprio nome já diz, ela possui uma forma circular. Possui modelos apenas na cor vermelha e está disponível em 110 e 220 volts. O limite de água do reservatório é de 1,3 litros. Não possui alavanca e sim botões sensíveis a toque. É automática.

As máquinas ainda possuem uma cesta de cápsula, para inserir a cápsula durante o processamento, e alguns acessórios da máquina podem ter o acabamento de inox, dependendo do modelo. As máquinas podem ser encontradas no site oficial, em outros sites de vendas ou até mesmo em lojas físicas.